# Hüll István
Hüll István (Alsócsalogány, 1741 k. – Rábakethely, 1787. március 31.) magyarországi szlovén római katolikus plébános, a felsőszölnöki Keresztelő Szent János-templom papja 1769 februárjától egészen 1776 májusáig.
A Muravidéken született, a mai Dolnji Slavečiben. Huszonhat éves korában szentelték pappá, előtte Győrben teológiát tanult. A Rábakethelyen fennmaradt adatok tanúsága szerint az anyanyelvén, a venden, valamint a magyaron kívül még németül is tudott közepesen.
Felszentelését követően még egy fél évet Győrben, a szemináriumban, utána további fél évet Mezőörsön töltött el és csak azután került vissza Vas vármegyébe, ahol 1769-ig Muraszombat káplánja volt. Hét évig Felsőszölnökön működött mint pap, azután tizenegy éven át a Szentgotthárdhoz tartozó Rábakethely papja lett, amihez a vendvidéki községek hívei is tartoztak. Káplánja, Marits János közreműködésével és valószínűleg az ő segítségével is, templom épülhetett Apátistvánfalván, 1785-ben.
Hívei kedves, szeretetre méltó emberként tartották számon, aki nagyszerű teológus és buzgó katolikus volt.

## Külső hivatkozás
- Vasi digitális könyvtár – Vasi egyházmegye